# Distilleria Varnelli
La Distilleria Varnelli è un'azienda italiana a conduzione familiare che si occupa della produzione e distribuzione di bevande alcoliche. La Varnelli è la prima distilleria delle Marche ad ottenere la licenza per la trasformazione di prodotti alcolici, la Licenza UTIF n.1.

## Storia

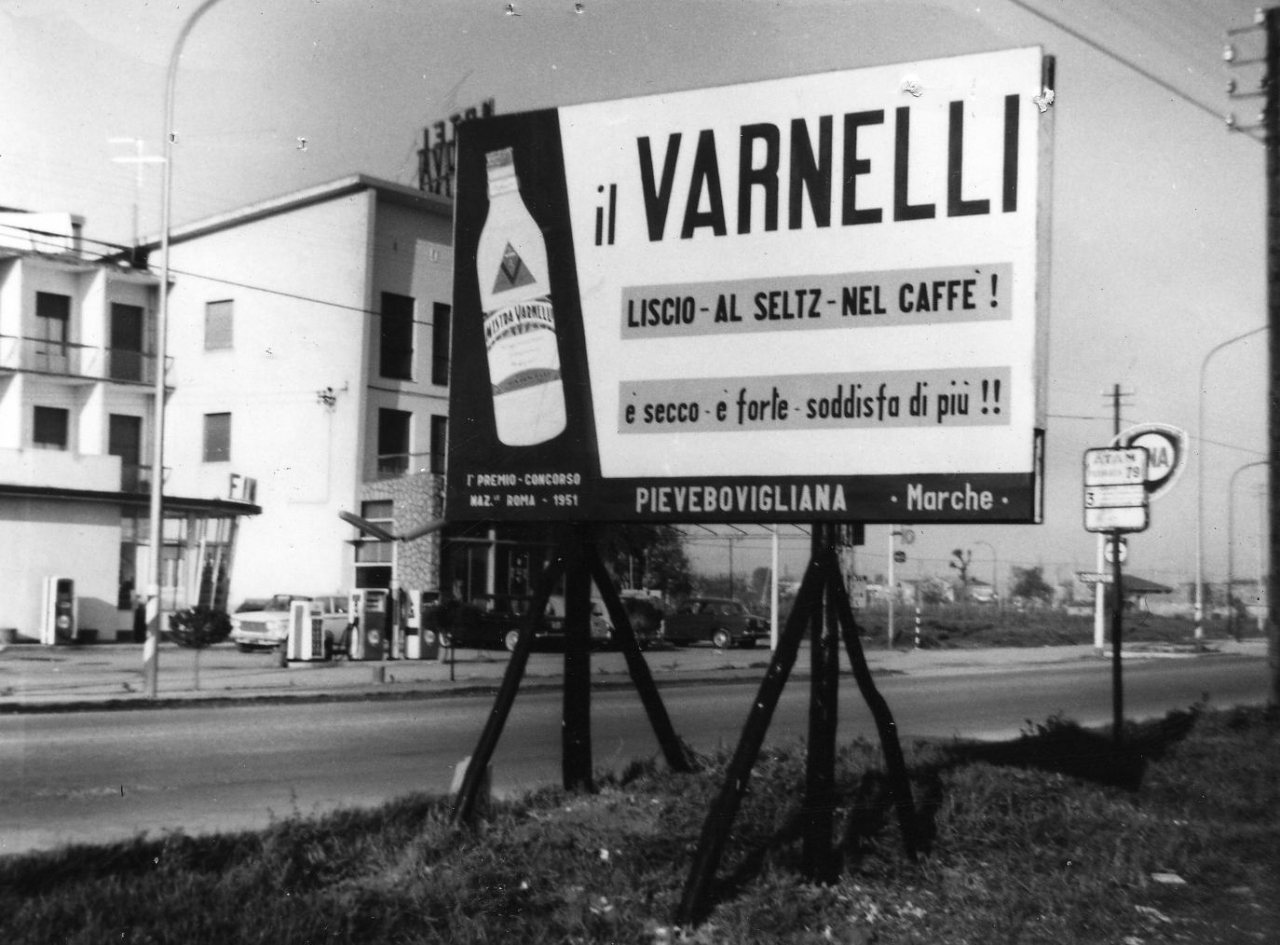
Insegna pubblicitaria del Varnelli

Le prime attività della Distilleria Varnelli nascono ufficialmente nel 1868 a Cupi, una frazione del comune di Visso, per opera di Girolamo Varnelli, un erborista marchigiano conoscitore delle piante officinali dei Monti Sibillini e della vita monastica. Dopo il confronto con alcuni dottori di Firenze, Girolamo diede vita al primo prodotto, l'Amaro Sibilla, ottenuto con gentiana lutea, china e altre piante officinali del luogo, nato come antimalarico e antifebbrile per i pastori che compivano la transumanza tra i Monti Sibillini e la Maremma. Dopo Girolamo vi successe il figlio Antonio nei primi anni del XX secolo, che trasferì la distilleria presso Pievebovigliana, inserì nuovi prodotti alla produzione, come il Varnelli, anice secco speciale, distillato nato riprendendo la classica ricetta marchigiana del mistrà, e adottò delle etichette che lui stesso commissionò a vari artisti, tra cui Adolfo De Carolis per l'Amaro Sibilla, Achille Beltrame per i punch e Lazzaro Lazzarini.
Ad Antonio vi successe il figlio Girolamo, che per circa 30 anni, più precisamente dagli anni 1940 agli anni 1970, si dedicò completamente alla diffusione della distilleria nella società. Proprio durante questi anni il Varnelli assunse lo slogan “Sovrano correttivo del caffè” ed ottenne, nel 1950 a Roma, il primo premio come “miglior prodotto del genere”. Laureatosi nel 1949 in Economia e commercio all'università degli Studi di Perugia, con una tesi sulla pubblicità, e divenuto erborista dopo aver affrontato gli studi all'università di Camerino, Girolamo modernizzò l'azienda, seguendo regole da lui imposte: attenzione al personale e agli infortuni, attenzione al prodotto e alla qualità (rifiuto di coloranti e conservanti alimentari non naturali e adesione completa alle disposizioni di legge), attenzione alla formazione dei nuovi operai e applicazione di nuove apparecchiature, infatti l'azienda fu la prima struttura di Pievebovigliana a possedere un telefono con servizio notturno. I carabinieri del luogo, in caso di emergenza notturna, si appoggiavano all’apparecchiatura della distilleria. Oltre ciò, Girolamo contribuì a far arrivare a Pievebovigliana le prime pompe di carburante e la cartellonistica stradale, tra cui segnali stradali e pubblicitari, investendo contemporaneamente nelle aziende locali.
Nel 1988 la distilleria è diventata una società per azioni e nel 1996 venne trasferita a Muccia. L'azienda è di proprietà della Famiglia Varnelli ed è attualmente gestita, dopo la morte di Girolamo nel 1975, da quattro donne, che rappresentano la quarta generazione.
Il 22 marzo 2003 il Comune di Muccia dedica la via dello stabilimento a Girolamo Varnelli, il 9 giugno 2006 l'Istituto Alberghiero di Cingoli gli dedica la loro sede e il Comune di Pievebovigliana, in occasione del primo centenario dalla sua nascita (2 agosto 2014), gli ha intitolato un parco. Nel 2014 e nel 2015 la distilleria ha esportato le sue produzioni, raggiungendo il mercato statunitense-canadese e in occasione del 150º anniversario (2018), la distilleria ha dato vita ad un cocktail, il centocinquanta, composto per esaltare i prodotti più famosi dell'azienda, ovvero l'Amaro Sibilla ed il Varnelli.
A seguito del terremoto del Centro Italia del 2016 e del 2017 la distilleria e il Caffè Varnelli furono soggette a verifica strutturale, creando una pausa nella produzione di circa un mese. La ripresa è avvenuta nel mese di dicembre, incentivata soprattutto da un'iniziativa di marketing dell'azienda.

## Elenco dei prodotti

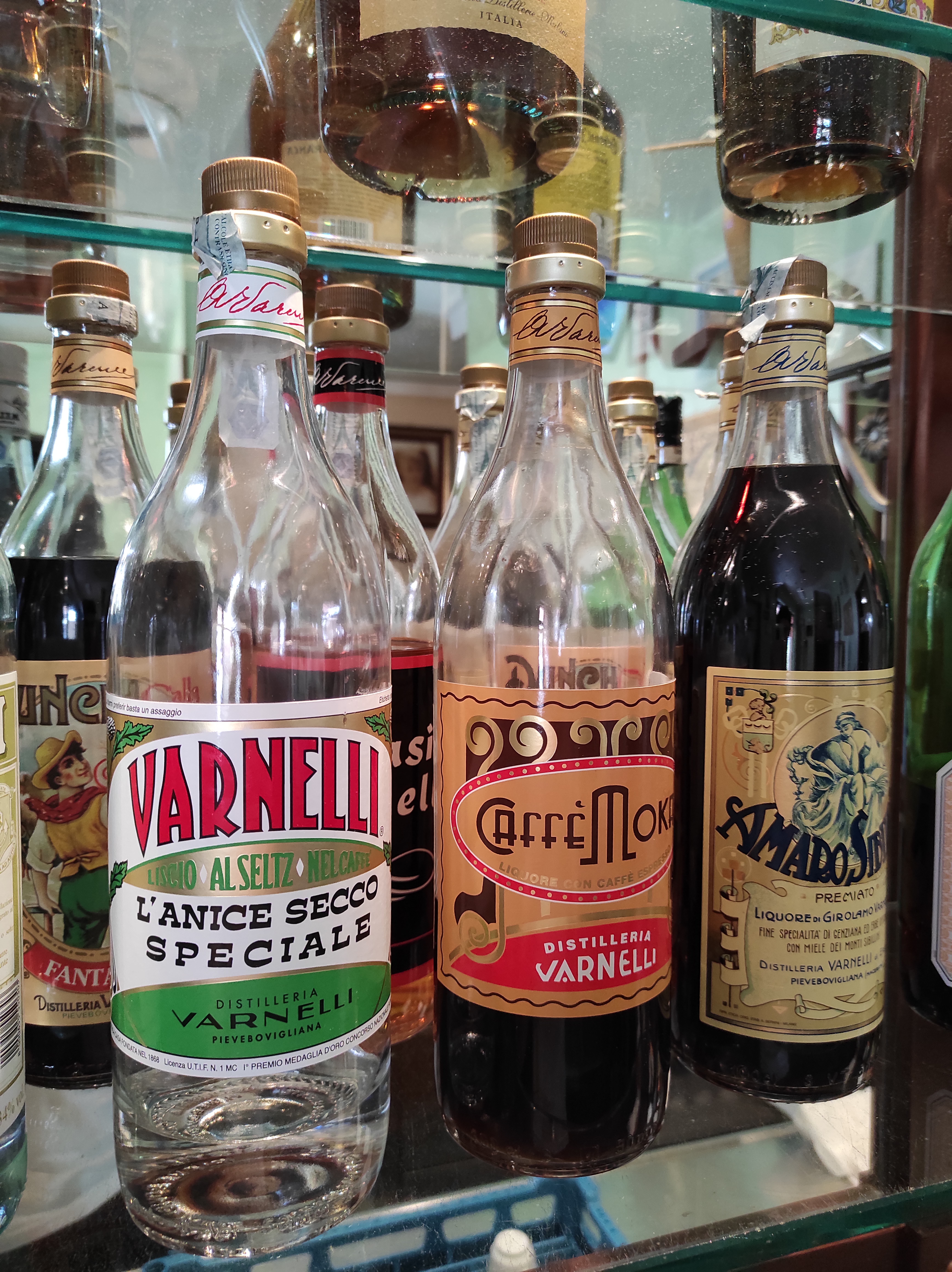
Prodotti della Distilleria Varnelli

## Elenco dei prodotti[13]

### Liquori
- Varnelli
- Amaro Sibilla
- Caffè Moka
- Amaro dell'Erborista[14]
- Adesso
- Mandarino Liquore
- Punch alla Fiamma (Mandarino - Arancio - Fantasia)
- Persico
- Skipass
- Dark passion

### Prodotti per Pasticceria
- Delizia Classico
- Delizia Benevento
- Delizia Fantasia
- Delizia Arancio
- Delizia Mandarino
- Delizia Alchermes
- Delizia Maraschino

### Prodotti tascabili[15]
- Varnelli
- Corretto in tasca (caffè espresso zuccherato con Varnelli)

### Alimenti[16]
- Pancorretto[17]
- Garibaldini
- Bob Bon
- Chicchetto